# إيجي بست
إيجي بست (بالإنجليزية: EgyBest) كان موقع مصري لاستضافة الملفات عبر الإنترنت المستخدمة لبث الوسائط الترفيهية، خاصة الأفلام والمسلسلات التلفزيونية، مجانًا. نشأ الموقع الأصلي في مصر ونما لاستقبال ملايين الزوار يوميًا ليصبح من أشهر وأضخم مواقع البث في مصر والوطن العربي وأقدمها.
في عام 14 مايو 2019 تم الإعلان عن إغلاق الموقع بعد إيقافه من قبل الحكومة المصرية. وفي 17 يوليو تم إعادة إطلاق الموقع باستخدام خوادم مختلفة، وتوقف من بعدها عن عرض المسلسلات التلفزيونية الرمضانية.
وفي ديسمبر 2022 اختفى الموقع فجأة من على الشبكة وأغلق بدون أي سبب معروف، ولا يزال سبب هذا الإختفاء مجهول ويلفه الغموض.

## التاريخ
بدأ الموقع عام 2009، وحسب مؤسسيه كان المشروع مجرد محاولة لـ"تبسيط مفهوم التورنت"، إلا أن ثورة يناير شكلت النجاح الحقيقي للموقع بعد تزايد اهتمام الجمهور المصري والعربي عمومًا بالانترنت. حيث قال أحد مؤسسيه: "بعد الثورة بدأ الناس عموماً في العالم العربي تهتم بالسوشيال ميديا، تحديداً الفيسبوك الذي صار مصدراً مهماً للأخبار، وتضاعف عدد مستخدميه، ومن ثم زاد عدد زوار موقعنا، ومن هنا بدأت علاقتنا الحقيقية بالإعلانات والمكاسب المادية".
وبسبب عدد الزيارات الكبير للموقع في فترة قصيرة بدأت الشركات الإعلانية تسعى للتواصل مع مؤسسي الموقع ليوفر لهم مساحة إعلانية وبدأ الموسسين في الاعتماد على الموقع كمصدر دخل.
لم يواجه مؤسسي الموقع أي ضغوطات أمنية أو مشاكل بالرغم من عدم قانونية هذا المشروع. إلّا أنّ الضغط بدأ يبرز مع دخول المخابرات المصرية سوق العمل الفني وتحديدًا بعد إطلاق منصة واتش إت.

### الإغلاق وإعادة الإطلاق
في رسالة على حساب Facebook الرسمي للموقع، والذي تمت إزالته بعد ذلك، ذكر الموقع أن العديد من مزودي خدمة الإنترنت المصريين بدأوا في حجب الموقع. الأمر الذى أدى لتدشين هاشتاق لمنع الحجب الذى يتعرض له الموقع، تحت عنوان #لا_لحجب_إيجي_بست، والذى لاقى انتشارا واسعا من قبل الكثير من مستخدمى «فيسبوك»، اما على تويتر فقد أصبح هاشتاق #egybest الهاشتاق الأكثر تداولا في مصر بعد ساعات من الإعلان، وذلك قبل أن يتوقف الموقع عن تقديم خدماته تماما. بعد فترة قصيرة، في 14 مايو 2019 أعلن الموقع عن إغلاقه تماماً بالأمر المباشر من الحكومة المصرية، إلى جانب عدة مواقع أخرى مجانية للأفلام والمسلسلات العربية والأجنبية، مثل: أكوام، وموفيز لانتد، وشاهد فور أب، وسينما فور يو، وعرب نيوز. تم تفريغ الموقع من محتواه واستبداله برسالة تنص على: "النهاية". أحدث الخبر ضجة على مواقع التواصل الاجتماعي العربية وتراوحت الآراء بين مؤيد ومعارض. بدأ بعدها إنطلاق عدد كبير من المواقع المستنسخة بمحتوى وتصميم مشابه تحت نفس الاسم.
جاءت هذه الحملة على هذا النوع من المواقع المصرية إثر قرار من السلطات المصرية بإغلاقها نهائيا، مبررة ذلك بأن هذه المواقع تقوم بسرقة وقرصنة المحتوى بدون مراعاة حقوق الطبع والنشر الخاصة بالشركات المنتجة. وتنقل تورنت فريك -المدونة الشهيرة لأخبار القرصنة عبر الانترنت- أن هذه الملاحقة تمت بمشاركة كل من جمعية الفيلم الأمريكي ومجموعة التحالف من أجل الإبداع والترفيه العالمية اللتان قامتا بملاحقة الموقع والضغط على الحكومة المصرية لإغلاقه.
يقول أحد مؤسسي موقع ايجي بست عن اتصال حدث معه ومع أحد المسؤولين: "الموقع اعتمد على الإعلانات كما أخبرتُك، وعندما بدأت مرحلة الحجب شعرنا بالخطورة، لأن معنى ذلك أن الإعلانات ستنهار، لكن لم تمضِ ساعات وحدث اتصال بين المؤسسين وأحد الأجهزة السيادية". يقول: "الحديث كان ودياً، لكنه حاسماً: أنتم مخالفون للقانون، ويفضَّل أن تتوقفوا عما تفعلون". ويضيف: "الجميع كان يدرك أن هذا الحديث الودي هو فرصة أخيرة للتوقف بهدوء وبأقل الأضرار".
ولقد أطلقت مجموعة" إعلام المصريين" التي يُشاع أنها مملوكة للسلطات المصرية بعد غلق هذه المواقع، منصة لها جاءت تحت عنوان Watch it، التي توفر نفس الخدمة التي كانت تلك المواقع توفرها. ولقد أثار هذا القرار من الدولة المصرية جدلا واسعا وتعرض لإنتقادات عدة. ثم بعد إطلاقها بأيام تعرضت هذه المنصة للاختراق من قبل قراصنة إلكترونيين في الأيام الأولى من إطلاقها على متجر تطبيقات "غوغل بلاي" ومتجر تطبيقات أبل.
نبه بعض المختصون إلى الأثار السلبية التي تترتب على قرار حجب مواقع عرض الأفلام والمسلسلات على الإنترنت دون الاستعداد الجيد قبلها حيث قال: "لا يمكن القيام بهذا دون توفير بديل موازٍ للمحتوى الذي سيتم حجبه". وأضاف "من أجل عدم خلق فجوة كبيرة ستؤثر على شرائح كثيرة بالمجتمع، كان يجب التمهيد للجمهور، الذي أصبحت هذه المواقع وما تعرضه من مضمون جزءً من حياته اليومية، بحيث لا يبدو لهم أن الخطوة تعسفية ضدهم". وشكك آخرون في مدى فعالية هذه سياسة الحجب حيث رأوا انها غير منطقية كون الاتجاه إلى شراء منتج إعلامي أو فني بمقابل مادي لا يزال ضعيفا في مصر والمنطقة العربية، الأمر الذي سيؤدي برأيهم لظهور المزيد من القراصنة الإلكترونيين. كما شكك البعض بادعاء الحكومة المصرية أن سبب الحجب هو حماية حقوق النشر، مشيرًا: "الإجراءات ليس لها علاقة بالسعي لحماية حقوق الملكية الفكرية لأن الدولة لم تتحرك لسنوات طويلة طالب صناع السينما خلالها بغلق القنوات الفضائية التي تعرض أفلام مقرصنة لتهديدها صناعة السينما في مصر، فإن كان هناك اهتمام حقيقي بحقوق الملكية كان سيظهر من قبل". فيما رأى البعض الآخر أن تلك كانت خطوة في الاتجاه الصحيح لحماية حقوق الملكية الفكرية للشركات المنتجة لهذه الأعمال.
وفي 17 يوليو 2019 تم إعادة إطلاق الموقع باستخدام خوادم ونطاقات مختلفة، وتوقف من بعدها عن عرض المسلسلات التلفزيونية الرمضانية.

### الاختفاء
في ديسمبر 2022 اختفى الموقع فجأة من على الشبكة وأغلق بدون أي سبب معروف، ولا يزال سبب هذا الإختفاء مجهول ويلفه الغموض.

## الزيارات
كان موقع ايجي بست احد اضخم مواقع البث غير القانوني في العالم من حيث عدد الزيارات، والأضخم في الشرق الأوسط وأحد اكثر 10 مواقع زيارة في مصر حسب تورنت فريك، المدونة الشهيرة لأخبار القرصنة عبر الانترنت. كما انه موقع البث المقرصن الاكثر زيارة في عدد من الدول العربية مثل المغرب، الجزائر، الكويت، والمملكة العربية السعودية. وصلت عدد زياراته قبل الاغلاق إلى 65 مليون و850 ألف زيارة حتى أبريل 2019 حسب احصاءات سميلارويب وتصدر المرتبة التاسعة (حسب سميلارويب) والعاشرة (حسب أليكسا رانك) لأكثر المواقع زيارة في مصر متفوقًا على مواقع مثل تويتر وياهو وسوق دوت كوم وويكيبيديا وبلوق سبوت وغيرها. في حين اصدرت جمعية الفيلم الأمريكي بيانًا ذكرت فيه أن الموقع كان يحصد ما يقارب الـ130 مليون زيارة شهريًا حتى فبراير 2023. 